# Munni
Il Munni (in russo  Мунни?; in lingua sacha: Мунньи) è un fiume della Russia siberiana orientale, ramo sorgentizio di destra della Beljanka (nel bacino della Lena). Scorre nella Sacha (Jacuzia).

## Descrizione
È un fiume di montagna che scorre nella zona sud-occidentale dei monti di Verchojansk. Ha le sue sorgenti sulle pendici dei monti Kel'terskij; nel suo corso superiore scorre inizialmente verso sud poi piega a ovest lungo il bordo settentrionale dei monti Munnijskij. Gira verso sud separando i monti Munnijskij dai Tagyndžinskij. Incontra il fiume Tagyndja (73 km) e dalla confluenza dei due fiumi nasce il fiume Beljanka. La lunghezza del Munni è di 103 km, l'area del suo bacino è di 1760 km².
Non sono presenti insediamenti nel bacino del fiume. Il fiume gela tra la metà di ottobre e la fine di maggio.